# Pańkowo (rejon mieżdurieczeński)
Pańkowo (ros. Паньково) – wieś w Rosji, w rejonie mieżdurieczeńskim obwodu wołogodzkiego. W 2010 r. liczyła 12 mieszkańców.